# Tarczówka pomarańczowa

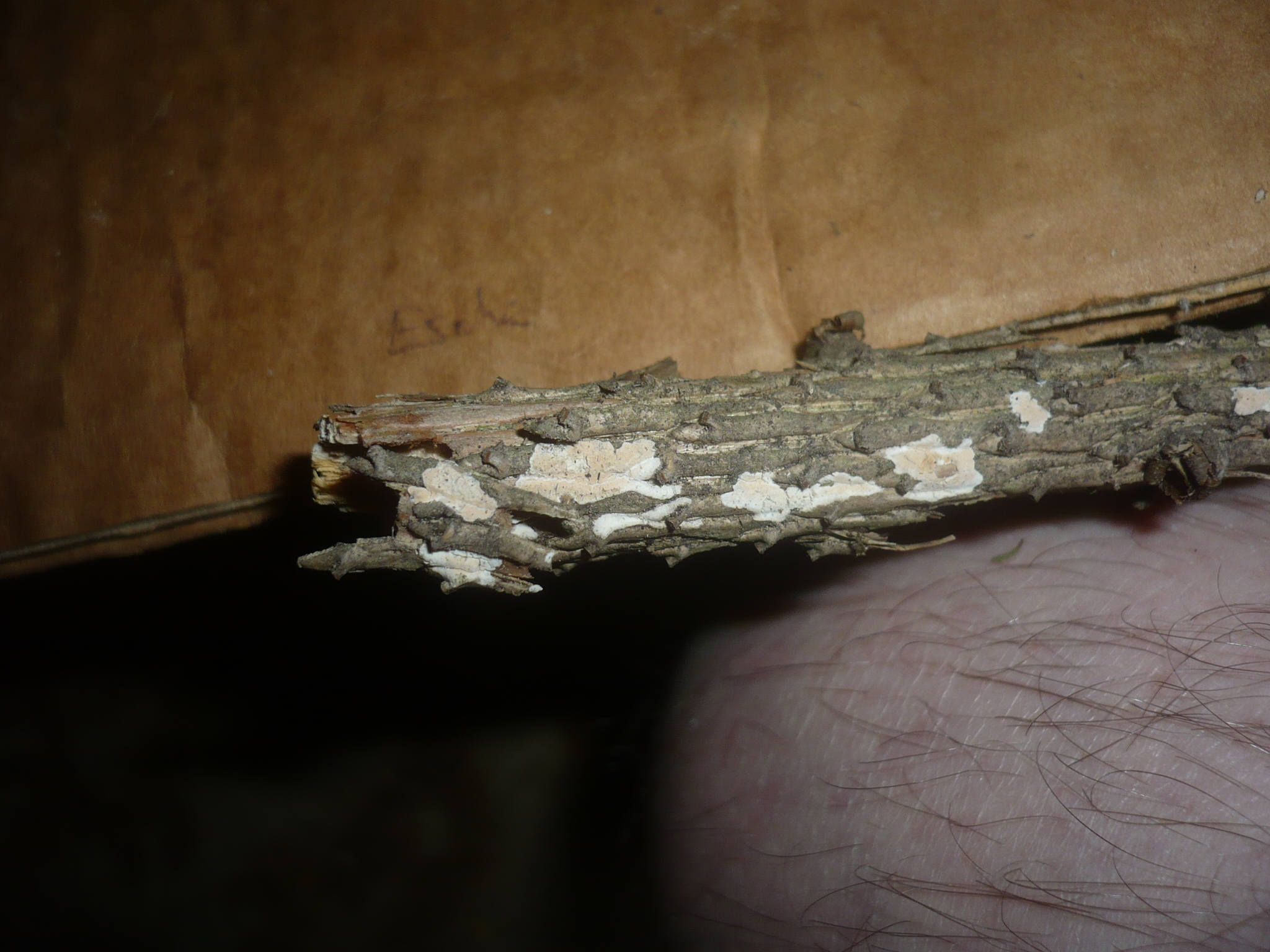

Tarczówka pomarańczowa (Aleurodiscus aurantius (Pers.) J. Schröt.) – gatunek grzybów z rodziny skórnikowatych '(Stereaceae).

## Systematyka i nazewnictwo
Pozycja w klasyfikacji według Index Fungorum: Aleurodiscus, Stereaceae, Russulales, Incertae sedis, Agaricomycetes, Agaricomycotina, Basidiomycota, Fungi.
Po raz pierwszy opisał go w 1794 r. Christiaan Hendrik Persoon nadając mu nazwę Corticium aurantium. Obecną, uznaną przez Index Fungorum nazwę nadał mu w 1888 r. Joseph Schröter.
Ma 11 synonimów. Niektóre z nich:
- Acanthophysium aurantium (Pers.) G. Cunn. 1963
- Hypochnus marchandii (Pat.) Pat. 1900[2].

Polską nazwę zaproponował Władysław Wojewoda, w 2003 r.

## Morfologia
Owocnik
Rozpostarty, ściśle przylegający do podłoża, o grubości 0,1–0,3 mm, o skórzastej konsystencji. Powierzchnia blada z pomarańczowym odcieniem.
Cechy mikroskopowe
System strzępkowy monomityczny. Strzępki z prostymi przegrodami, cienkościenne, o średnicy 2,5-4 µm. Podstawki około 60 × 15 µm z czterema sterygmami o długości około 15 µm. Występują szkieletocystydy o zmiennym kształcie, wąskie z zaokrąglonym wierzchołkiem lub szersze i bardziej zaokrąglone, zwężające się od podstawy do długiego trzonu z wierzchołkiem paciorkowatym, gładkim lub tylko zwężającym się. Protoplazma jest żółtawa (ciemnieje w sulfovanilinie), co ułatwia odróżnienie cystyd od podstawek. Dendrohyfidy liczne, bogato rozgałęzione i pokryte kryształami – w niektórych przypadkach tak licznie, że są mniej lub bardziej ukryte za warstwą kryształów. Bazydiospory elipsoidalne do kulistych, około 20 × 13 µm, amyloidalne, drobno kolczaste.
Gatunki podobne
Zewnętrznie bardzo podobna jest powłocznica olszowa (Peniophora erikssonii), ale zupełnie różni się mikroskopowo.

## Występowanie
Tarczówka pomarańczowa występuje w Ameryce Północnej i Południowej, Europie, Rosji, Australii i na Nowej Zelandii. Najliczniejsze stanowiska podano w Europie. W Polsce W. Wojewoda w 2003 r. przytoczył tylko 2 stanowiska i to bardzo dawne (podane przez J. Schrötera w 1898 r. w Zielonej Górze i Strzelcach Opolskich). Znajduje się na Czerwonej liście roślin i grzybów Polski jako gatunek na terenie Polski wymarły.
Nadrzewny grzyb saprotroficzny. Na terenie Polski znaleziony na gałązkach róży dzikiej i jeżyny, w Danii także na cisach.